# 粗毛黄耆
粗毛黄耆（学名：Astragalus scabrisetus）为豆科黄芪属的植物。分布于哈萨克斯坦以及中国大陆的新疆等地，生长于海拔600米至2,400米的地区，多生于干旱山坡，目前尚未由人工引种栽培。